# Serie 9400 de CP
La Serie 9400 corresponde a un tipo de automotor, que fue utilizado por la compañía de los Caminhos de Ferro Portugueses en la Línea del Vouga y en el Ramal de Aveiro, en Portugal.

## Historia
Esta serie se refiere a un grupo de 6 automotores en composición de unidad triple de la CP Serie 9700, que fueron profundamente modificadas entre 1992 y 1993 en las instalaciones del Grupo Oficinal de Porto. Estas unidades fueron casi totalmente remodeladas, siendo rectificados los bogies, y substituidos los interiores, cabinas, puertas, motor y transmisión; mientras que la caja permaneció inalterada.
Después de su transformación, las unidades de esta serie fueron introducidas en la Línea de Vouga y en el Ramal de Aveiro, donde también se encontraban circulando en 1993. Entre 2002 y 2003, fueron sustituidas por los automotores de la CP Serie 9630, siendo exportadas a Mozambique, donde entraron al servicio de la empresa Puertos y Ferrocarriles de Mozambique en 2009, y para el Perú.

## Ficha técnica
- Características de exploración
  - Año de entrada en servicio: 1992 a 1993[1]
  - Año de salida de servicio: 2002 a 2003[1]
  - Número de automotores: 6[4]
- Datos generales
  - Ancho de Via: 1000 mm[4]
  - Tipo de composición: Unidad Triple a Diesel (motor + motor + motor)[4]
  - Comando en unidades múltiples: No tiene[1]
  - Longitud total: 44,5 metros[1]
  - Tipo de tracción: Gasóleo (diesel)[4]
- Transmisión
  - Tipo: Hidráulica[1]
  - Fabricante: Voith[1]
- Motores de tracción
  - Fabricante: Volvo[1]
  - Potencia: 187 caballos (por motor): 560 caballos disponibles para utilización[1]
  - Cantidad: 3 (1 por unidad)[1]
  - Tipo: THD 101 GB[1]
- Características de funcionamiento
  - Velocidad máxima: 51 km/h[1]